# Нино Пршеш
Вахидин „Нино” Пршеш је босанскохерцеговачкаи певач и музичар. Дипломирао је музичку теорију и педагогију на Музичкој академији у Сарајеву.
Широј јавности у својој земмљи постаје познат након учешћа на Песми Евровизије 2001. у Копенхагену, где је са нумером Хано заузео 14. место са 29 освојених бодова.
У досадашњој музичкој каријери објавио је три студијска албума:
- Жени се (2000)
- Један кроз један (2001)
- Рум-Пум (2005)